# Samtgemeinde Grafschaft Hoya
Die Samtgemeinde Grafschaft Hoya ist eine Samtgemeinde im Landkreis Nienburg/Weser in Niedersachsen. Der Name leitet sich von der historischen Grafschaft Hoya ab, nach der auch der ehemalige Landkreis Grafschaft Hoya benannt war. 2011 fusionierte die Samtgemeinde Grafschaft Hoya mit der Samtgemeinde Eystrup zur nun vergrößerten Samtgemeinde Grafschaft Hoya. Sitz ist in Hoya, in Eystrup befindet sich eine Außenstelle der Verwaltung. Die Samtgemeinde Grafschaft Hoya ist nach Einwohnern die größte im Landkreis.

## Geografie

### Geografische Lage
Die Samtgemeinde Grafschaft Hoya liegt im Breslau-Magdeburg-Bremer Urstromtal in der Mittelweserregion.

### Samtgemeindegliederung
Die Samtgemeinde Grafschaft Hoya setzt sich aus den folgenden zehn Mitgliedsgemeinden (Einwohner am 31. Dezember 2023) zusammen:
- Bücken, Flecken (2138)
- Eystrup (3583) 1
- Gandesbergen (528) 1
- Hämelhausen (574) 1
- Hassel (1784) 1
- Hoya, Stadt (3880)
- Hilgermissen (2037)
- Hoyerhagen (973)
- Schweringen (853)
- Warpe (693)

## Geschichte

### Einwohnerentwicklung
| Jahr      | 1987   | 1992   | 1997   | 2002   | 2007   | 2008   | 2009   | 2010   | 2011   |
| --------- | ------ | ------ | ------ | ------ | ------ | ------ | ------ | ------ | ------ |
| Einwohner | 15.539 | 16.416 | 16.803 | 17.360 | 17.197 | 17.067 | 16.936 | 16.868 | 16.811 |

(jeweils zum 31. Dezember)
|  |

Entwicklung vor 2011
- Samtgemeinde Grafschaft Hoya (jeweils zum 31. Dezember)[4]

| Jahr      | 1987   | 1992   | 1997   | 2002   | 2007   | 2008   | 2009   |
| --------- | ------ | ------ | ------ | ------ | ------ | ------ | ------ |
| Einwohner | 10.186 | 10.652 | 10.934 | 11.079 | 10.931 | 10.834 | 10.732 |

- Samtgemeinde Eystrup (jeweils zum 31. Dezember)[4]

| Jahr      | 1987  | 1992  | 1997  | 2002  | 2007  | 2008  | 2009  |
| --------- | ----- | ----- | ----- | ----- | ----- | ----- | ----- |
| Einwohner | 5.353 | 5.764 | 5.869 | 6.281 | 6.266 | 6.233 | 6.204 |

## Politik

### Samtgemeinderat
Der Rat der Samtgemeinde Grafschaft Hoya besteht aus 32 Ratsfrauen und Ratsherren. Dies ist die festgelegte Anzahl für eine Gemeinde mit einer Einwohnerzahl zwischen 15.001 und 20.000 Einwohnern. Die Ratsmitglieder werden durch eine Kommunalwahl für jeweils fünf Jahre gewählt. Neben den 32 in der Samtgemeindewahl gewählten Mitgliedern ist außerdem der hauptamtliche Samtgemeindebürgermeister im Rat stimmberechtigt. 
Aus dem Ergebnis der letzten Kommunalwahl 2021 ergab sich folgende Sitzverteilung:
- CDU 11 Sitze
- SPD 10 Sitze
- Grüne 4 Sitze
- FDP 1 Sitz
- UWGSH 4 Sitze
- Basisdemokratische Partei Deutschland 1 Sitz
- AfD 1 Sitz

### Samtgemeindebürgermeister
Bei der Wahl zum Samtgemeindebürgermeister 2018 wurde Detlef Meyer (parteilos) mit 90,67 Prozent der Stimmen ohne Gegenkandidaten gewählt. Die Wahlbeteiligung lag bei 27,57 Prozent.

### Wappen
Das Wappen der Samtgemeinde Grafschaft Hoya zeigt auf goldenem Grund zwei, unten verbundene, rot bewehrte, aufrecht stehende Bärentatzen sowie einen blauen Wellenbalken. Die Bärentatzen erinnern an die historische Grafschaft Hoya, der Wellenbalken an die Weser.

### Fusion
Zum 1. Januar 2011 fusionierte die Samtgemeinde Grafschaft Hoya mit der ehemaligen Samtgemeinde Eystrup. Seitdem umfasst die Samtgemeinde genau den Teil des ehem. Landkreises Grafschaft Hoya, der seit 1974 Teil des Landkreises Nienburg ist. Bereits 2009 beschlossen die 10 Gemeinden und die beiden Samtgemeinderäte die Fusion. Am 7. November 2010 wurde der neue gemeinsame Samtgemeinderat gewählt. Der neue Samtgemeindebürgermeister Detlef Meyer wurde in einer Stichwahl am 21. November 2010 gewählt.

## Kultur und Sehenswürdigkeiten
(Quelle: )
- Eystruper Willehadi-Kirche mit Fundamenten aus dem 12. Jahrhundert samt ehemaligen Mausoleum
- St. Cosmae et Damiani zu Hassel als über 1000 Jahre alte frühere Wehrkirche, mit Deckenmalereien
- Stiftskirche Bücken
- ehemalige Martinskirche in Hoya; heute Kulturzentrum
- Bürgerpark Hoya; nach dem Muster des Georgengartens in Hannover angelegter 33.000 m² umfassender ehemaliger Gutspark[9]
- Kirchstraße Hoya; eine historische Straße mit mehreren bedeutsamen, auch denkmalgeschützten, Gebäuden
- Grundschule Hoya von 1865 im neugotischen Stil
- Das Schloss Hoya; ehem. Burg Hoya
- Bauernhöfe im klassischen Niedersachsenstil
- Windmühle Margarethe von 1861 in Eystrup
- Windmühle Hoyerhagen von 1866
- Museumseisenbahn „Kaffkieker“
- Heimatmuseum Grafschaft Hoya
- Druckereimuseum Hoya
- Filmhof Hoya; ein Verzehrkino[10]
- Katharinenmarkt Hoya; ein jährlicher Mittelaltermarkt[11]
- Fähre Schweringen; die letzte Wagenfähre im Mittelwesergebiet[12][13]
- Geografischer Mittelpunkt Niedersachsens bei Hoyerhagen
- Wassermühle Heuermann; Mühlenstandort seit dem Jahre 860[14]
- Segelfluggelände Hoya; zwischen Hoya und Hassel direkt an der Weser gelegen
- Industriedenkmal der Senffabrik Leman am Eystruper Bahnhof mit einer Dampfmaschine
- Schweringer Kreuz-Kirche; im relativ seltenen neuromanischen Baustil in Grundform eines griechischen Kreuzes[15]
- Skulpturenweg Warpe; ein rund 16 Kilometer langer Skulpturenrundweg mit 8 Skulpturen durch die Gemeinde Warpe.[16]
- Freimaurerei seit der im Jahre 1786 gegründeten Freimaurerloge St. Alban zum Æchten Feuer in Hoya.[17]

### Naturdenkmäler
- Naturschutzgebiet Alhuser Ahe, ein Auwaldgebiet (22 ha) zwischen Hassel und Hoya mit Lerchensporn (weiß und violett).

### Kunst im öffentlichen Raum
- Der Zwergenbrunnen (1989) in der Langen Straße, Hoya, von R. Duwe und R. Kubina; bestehend aus Kupfer, Messing, Sandstein und Holz. Die Skulptur ist die gestalterische Umsetzung der Sage über die Zwerge im Schloss von Hoya
- Aalskulpturen (2004) zwischen Zentralplatz und den Hafenanlagen, in der Nähe der Weserbrücke, Hoya, von A. Bittner, U. Bittner und R. D. Nerenberg. Die Skulpturen sollen ein Bindeglied zur Innenstadt darstellen und Hoyas Verbindung zur Weser widerspiegeln. Ebenso ist in dem Durchgang zwischen Zentralplatz und Hafenanlagen die mit der Unterseite eines Kanus bemalte Tunneldecke zu sehen
- Ein Wandbild des Schweringer Künstlers Gottlieb Pot d’Or (1905–1978), möglicherweise aus den 1950er Jahren, in der Kassenhalle der Sparkasse Hoya sowie ein außen angebrachtes Stadtwappen am Gebäude
- Die aus Bronze gestaltete Plastik des Künstlers Frijo Müller-Belecke Esel mit Mönch auf dem Marktplatz vor der Stiftskirche Bücken wurde 1982 anlässlich der 1100-Jahr-Feier des Fleckens Bücken aufgestellt. Sie nimmt Bezug auf die Legende der Namensgebung des Fleckens.
- Die aus Altkupfer gestaltete Skulptur Statio des Künstlers Pablo Hirndorf auf dem Marktplatz vor der Bücker Stiftskirche aus dem Jahre 2010, welche in Zusammenhang mit der Kupferblechausstellung Kreuzweg im Inneren der Kirche steht.